# Estação Ferroviária de Ermesinde
A estação ferroviária de Ermesinde (nome anteriormente grafado como "Ermezinde") é uma interface das Linhas do Minho, Douro e Leixões, que serve a cidade de Ermesinde, no concelho de Valongo, em Portugal.
Foi inaugurada em 21 de Maio de 1875, como parte do lanço da Linha do Minho entre Porto e Nine. Em 30 de Julho desse ano, entrou ao serviço o primeiro lanço da Linha do Douro, ligando Ermesinde a Penafiel. Na década de 1930, a estação foi alvo de grandes obras de remodelação, devido à planeada ligação ao Porto de Leixões, destacando-se a instalação da sinalização eléctrica e a construção da torre de sinalização. Em 18 de Setembro de 1938, abriu à exploração a Linha de Leixões, entre Contumil e Leixões, incluindo desde logo a Concordância de São Gemil, entre Ermesinde e São Gemil. A estação conheceu profundas obras de modificação a partir da década de 1990, no âmbito de um programa de modernização das linhas suburbanas do Porto, que incluiu a electrificação da linha férrea.

## Descrição

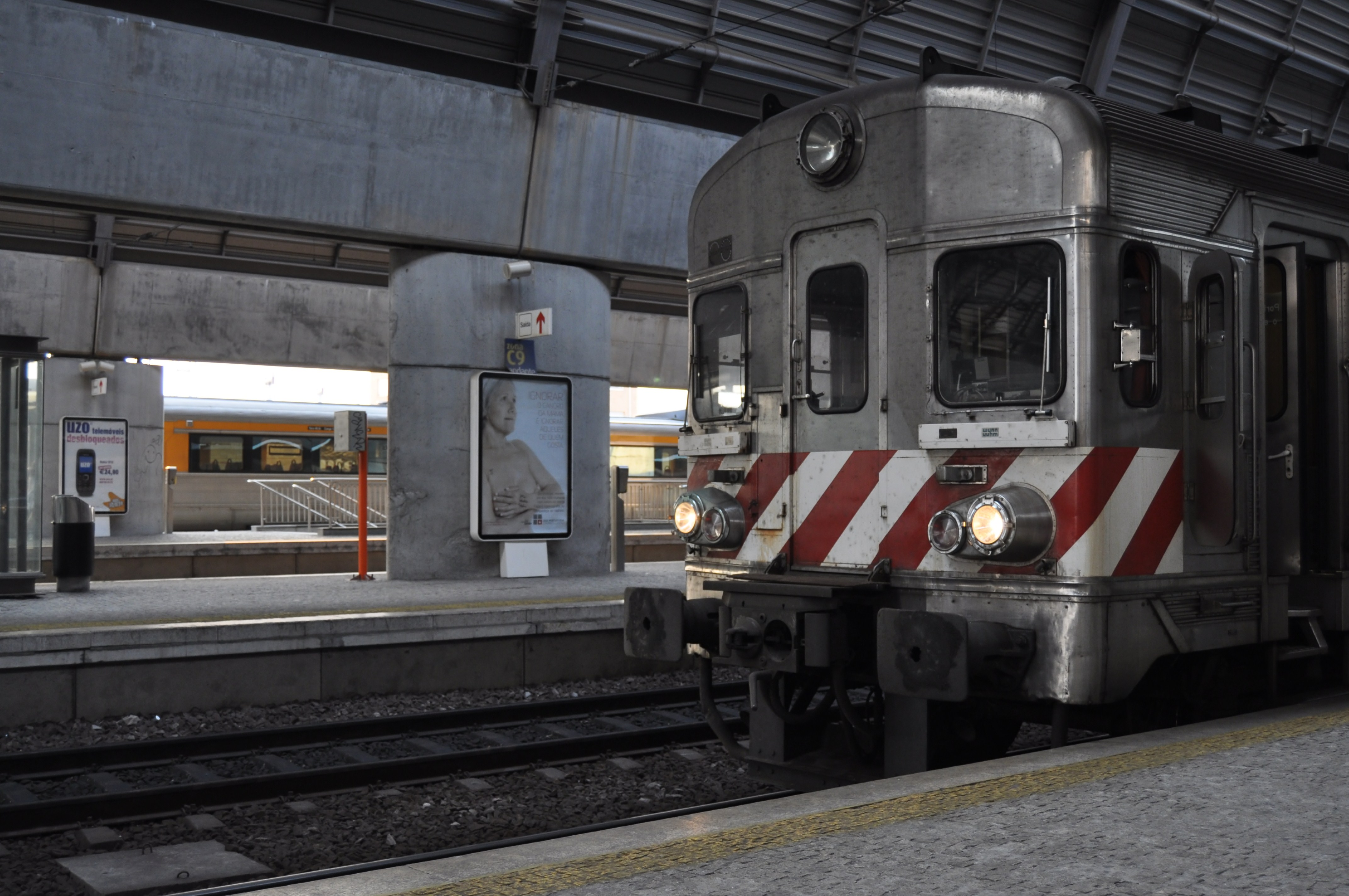
Aspeto das plataformas.

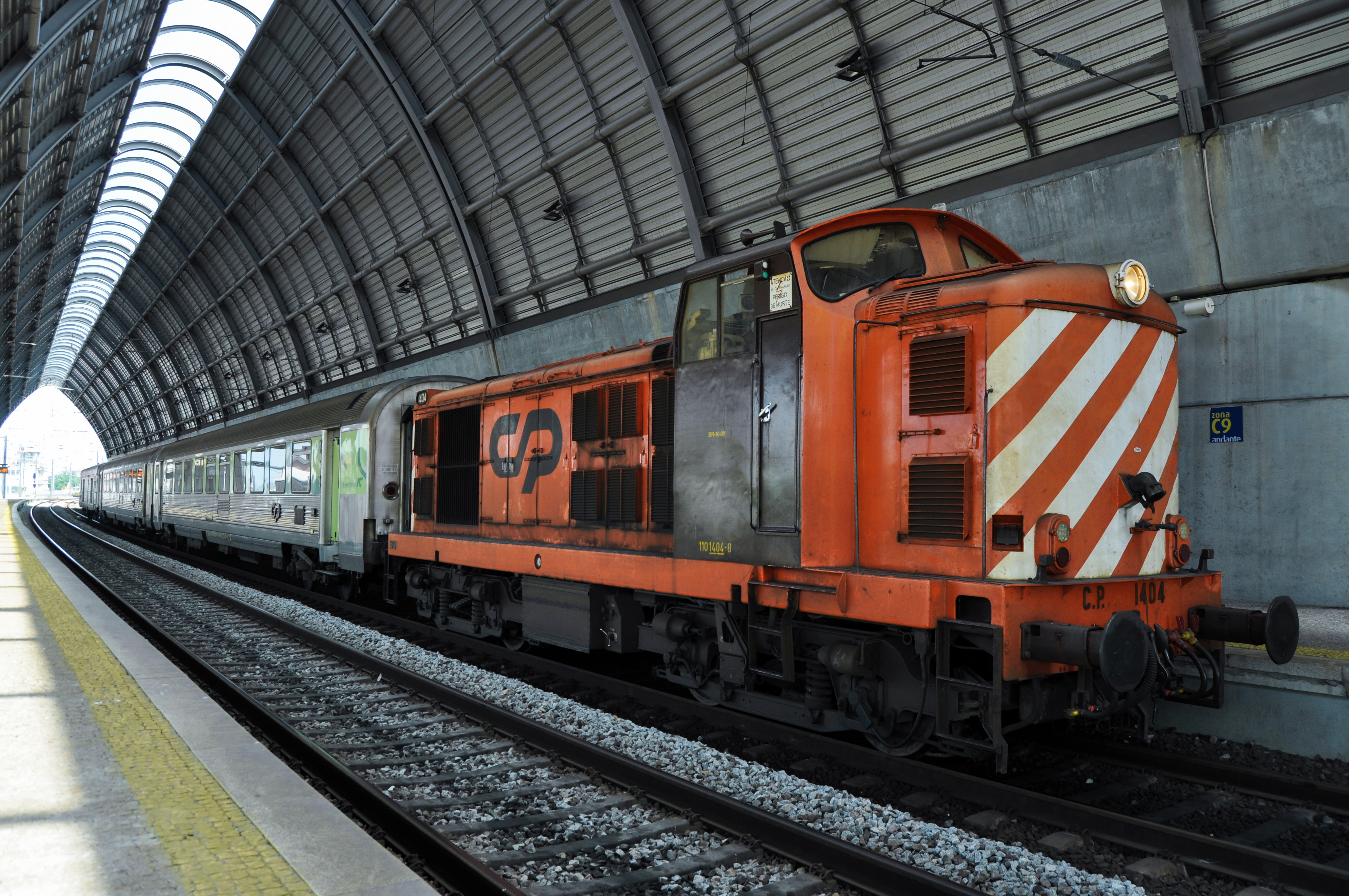
O interior da gare, divisando-se a flecha, com locomotiva 1400 para escala.

### Localização e acessos
Esta interface tem acesso pelo Largo da Estação, na localidade de Ermesinde.

### Infraestrutura
Esta interface apresenta dez vias de circulação (I, II, III, IV, V, VII, VIII, IX, X, e XI) com comprimentos variando entre 212 e 603 m, metade das quais (de I a V) acessíveis por plataformas iguais, todas com 301 m de extensão e 70 cm de altura; existem ainda duas vias secundárias (VI e G3), com comprimentos de 210 e 88 m, respetivamente; todas estas vias estão eletrificadas em toda a sua extensão.

Nesta estação a Linha do Douro entronca na Linha do Minho no lado direito do seu enfiamento descendente, bifurcando-se a via para nordeste e possibilitando percusos diretos Campanhã-Marco; igualmente aqui a Linha de Leixões entronca na Linha do Minho no lado direito do seu enfiamento ascendente, bifurcando-se a via para sudoeste e possibilitando percusos diretos Lousado-Leixões. Fruto desses entroncamentos, esta estação é um ponto de câmbio nas características da via férrea e do seu uso:
| característica | Minho desc. | Minho desc.  | Minho asc. | Minho asc.  | Douro | Douro       | Leixões   | Leixões   |
| -------------- | ----------- | ------------ | ---------- | ----------- | ----- | ----------- | --------- | --------- |
| vias           | Lousado     | via dupla    | Contumil   | via dupla   | Caíde | via dupla   | São Gemil | via única |
| vel. máx.      | Lousado     | 120-160 km/h | Contumil   | 90-120 km/h | Caíde | 90-120 km/h | São Gemil | <50 km/h  |
| compr. máx.    | Lousado     | 520 m        | Contumil   | 520 m       | Caíde | 520 m       | São Gemil | ?         |
| comunicações   | Lousado     | GSM-R + RSC  | Contumil   | GSM-R + RSC | Caíde | RSC         | São Gemil | RSC       |

### Serviços
Esta interface é utilizada pela operadora Comboios de Portugal num total de 80 circulações diárias em cada sentido aos dias úteis, quase todas nos serviços urbanos da sua Divisão do Porto denominados Linha do Marco, Linha de Braga, e Linha de Guimarães, e uma em serviço regional.

## História

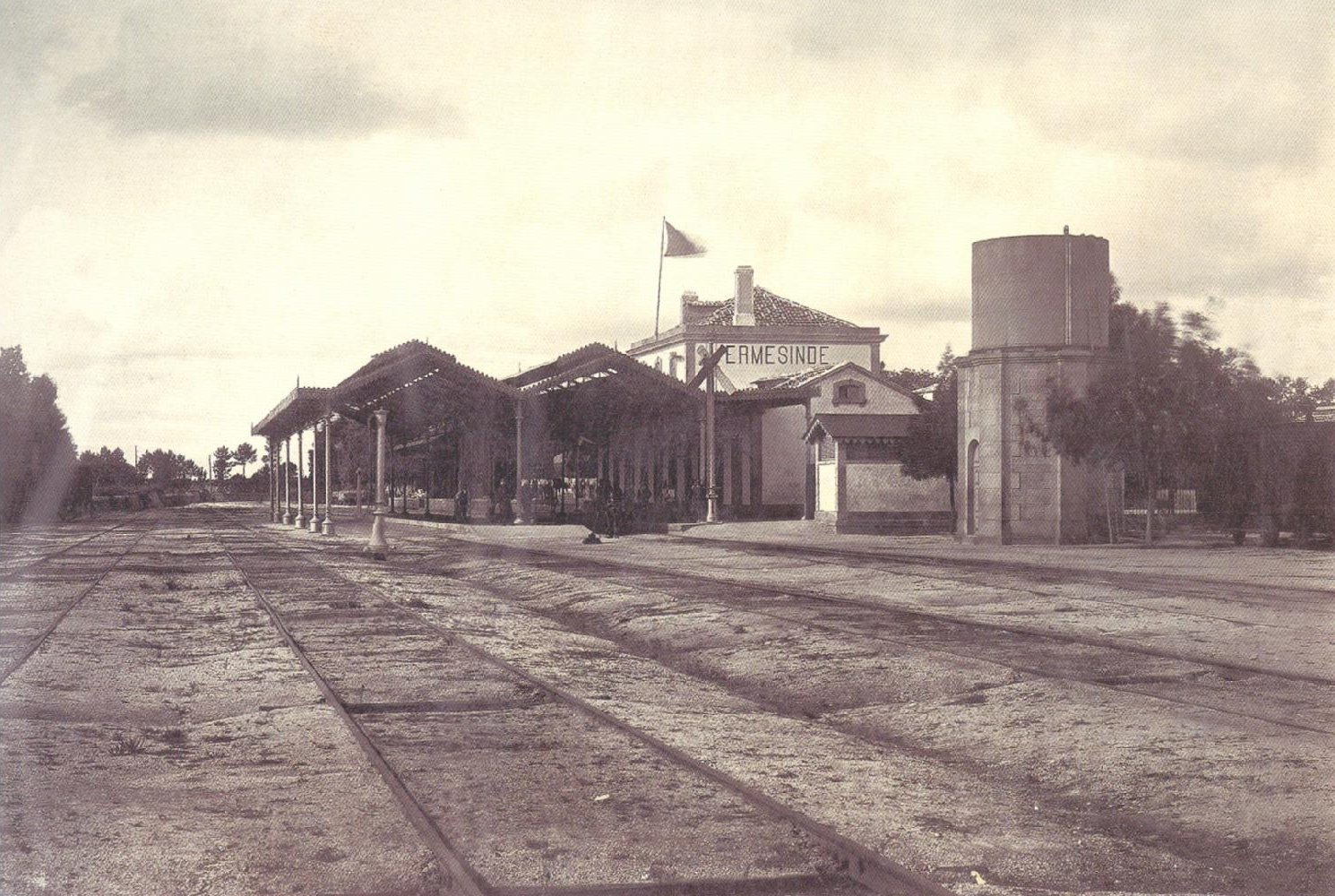
Estação antiga de Ermesinde.

### Inauguração e ligação à Linha do Douro
A estação de Ermesinde encontra-se no troço da Linha do Minho entre Porto-São Bento e Nine, que foi aberto à exploração, em conjunto com o Ramal de Braga, em 21 de Maio de 1875.
Os trabalhos de construção da Linha do Douro começaram em 8 de Julho de 1873, tendo o primeiro lanço, entre Penafiel e Ermesinde, entrado ao serviço no dia 30 de Julho de 1875.

O edifício de passageiros original situava-se do lado nascente da via (lado direito do sentido ascendente, para Monção). Em 1883, foi instalado um alpendre metálico, construído pela Companhia Aliança.

### Século XX

#### Década de 1910
Em 1 de Janeiro de 1915, a Gazeta dos Caminhos de Ferro noticiou que a estação de Ermesinde iria ser iluminada com recurso a acetilene.

#### Ligação à Linha de Leixões
Desde meados do século XIX que se começou a estudar uma ligação ferroviária ao futuro Porto de Leixões, tendo surgido duas correntes de opinião, uma apoiando o prolongamento do Ramal da Alfândega até Matosinhos, e a outra defendendo que a via férrea deveria ser feita de raiz, e que deveria começar num ponto da Linha do Minho a Norte da cidade do Porto. A comissão técnica responsável pela construção do Porto de Leixões aconselhou esta última opção, com o ponto de bifurcação em Ermesinde, uma vez que desta forma ficaria com uma ligação directa tanto à Linha do Minho como à do Douro, além que o ramal ficaria em melhores condições técnicas do que saindo pela Alfândega. No entanto, a Associação Comercial do Porto discordou desta posição, com receio que com o afastamento da ligação ferroviária a Leixões a cidade perdesse alguma importância económica, pelo que assim foi aprovado o prolongamento do Ramal da Alfândega. Em 1897, foi apresentado o projecto de Justino Teixeira para este caminho de ferro, que no entanto foi rejeitado pelo Conselho Superior de Caminhos de Ferro por ser demasiado dispendioso. O Conselho sugeriu que a linha para Leixões se iniciasse num ponto da Linha do Minho entre Campanhã e Rio Tinto, em Contumil. Além de servir como bifurcação para a nova linha, a estação de Contumil também iria apoiar Campanhã como depósito, triagem de vagões e resguardo de comboios de mercadorias, funções que então eram desempenhadas na estação de Ermesinde, embora em más condições, devido à sua distância em relação a Campanhã.
No entanto, este processo conheceu ainda vários atrasos e complicações legais e burocráticas. Por exemplo, uma portaria de 25 de Maio de 1911 considerou a estação de Ermesinde como a principal bifurcação para a futura Linha de Leixões, embora tenha prevalecido o decreto de 1900, que indicava Contumil como ponto inicial. Só em 27 de Janeiro de 1931 é que a Direcção-Geral de Caminhos de Ferro realizou o concurso público para a construção da Linha de Leixões, a partir de Contumil, incluindo desde logo uma concordância para Ermesinde e a respectiva ligação telefónica. O contrato foi assinado em 22 de Maio, tendo as obras arrancado no dia 29 de Junho.
Devido à sua posição como ponto de entroncamento entre as Linhas do Minho e do Douro, e futuramente de Leixões, a estação de Ermesinde possuía uma elevada importância, motivo pelo qual recebeu uma especial atenção no programa de modernização dos Caminhos de Ferro do Estado. Assim, foi alvo de grandes modificações em 1933, tendo sido expandida e recebido vários melhoramentos. Em 1934, estava prevista a instalação de encravamentos e nova sinalização em Ermesinde, uma vez que sistema antigo, baseado apenas em semáforos avançados de disco, estava-se a tornar desadequado para o elevado volume de tráfego que a estação recebia. Nesse ano, também foram instaladas as comunicações por via telefónica entre as Estações de Ermesinde e Régua. Em 1935, foi inaugurada a sinalização eléctrica e construídas passagens subterrâneas em Ermesinde. Em 29 de Abril de 1936, o governo aprovou um projecto da C. P. para uma cobertura em betão armado, e em 1937 foi inaugurada a torre de sinalização, desenhada em 1935 por Cottinelli Telmo. A torre de Ermesinde fez parte de um conjunto de estruturas deste tipo que foram construídas em vários pontos do país na primeira metade do século XX, devido à instalação de equipamentos de sinalização e controlo de tráfego mais complexos, tendo-se destacado pela sua arquitectura arrojada.
Um diploma do Ministério das Obras Públicas, emitido no Diário do Governo n.º 185, II Série, de 11 de Agosto de 1938, autorizou a contratação da firma alemã Joseph Vögele para a instalação de quatro placas para inversão de locomotivas, sendo uma delas destinada a Ermesinde.
A Linha de Leixões foi aberta à exploração em 18 de Setembro de 1938, com a entrada em serviço do troço entre Leixões e Contumil, e da concordância entre São Gemil e Ermesinde. Esta concordância também era conhecida como Ramal de Ermesinde.

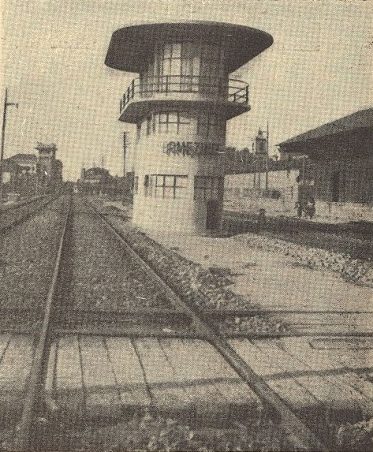
Antigo posto de sinalização, na estação de Ermesinde.

#### Décadas de 1950 e 1960
Em 1952, Ermesinde participou no XI Concurso das Estações Floridas, tendo o chefe de estação, Manuel Rodrigues de Almeida, recebido uma menção honrosa simples. Em 1954 a estação foi premiada com uma menção honrosa especial e um prémio de persistência.
Na década de 1950, a Companhia dos Caminhos de Ferro Portugueses e o governo iniciaram um vasto programa de modernização da rede ferroviária, no âmbito do II Plano de Fomento (1959-1964). Este plano incidiu principalmente sobre as áreas suburbanas de Lisboa e do Porto, incluindo os lanços entre Porto e Braga. Em 1955 já se previa a electrificação do lanço entre Campanhã e Ermesinde, e em 6 de Maio de 1967 foi apresentado o Plano de Investimentos, que abrangia a electrificação entre Ermesinde e Braga. Em 16 de Agosto de 1968, a Gazeta dos Caminhos de Ferro noticiou que a Companhia dos Caminhos de Ferro Portugueses estava a preparar um contrato para a remodelação de vários lanços de via férrea, incluindo a renovação parcial do troço entre Ermesinde e Marco de Canaveses. Este empreendimento, inserido no âmbito do III Plano de Fomento, tinha como principal finalidade melhorar a qualidade dos serviços dos comboios, ao permitir um aumento nas velocidades máximas permitidas.

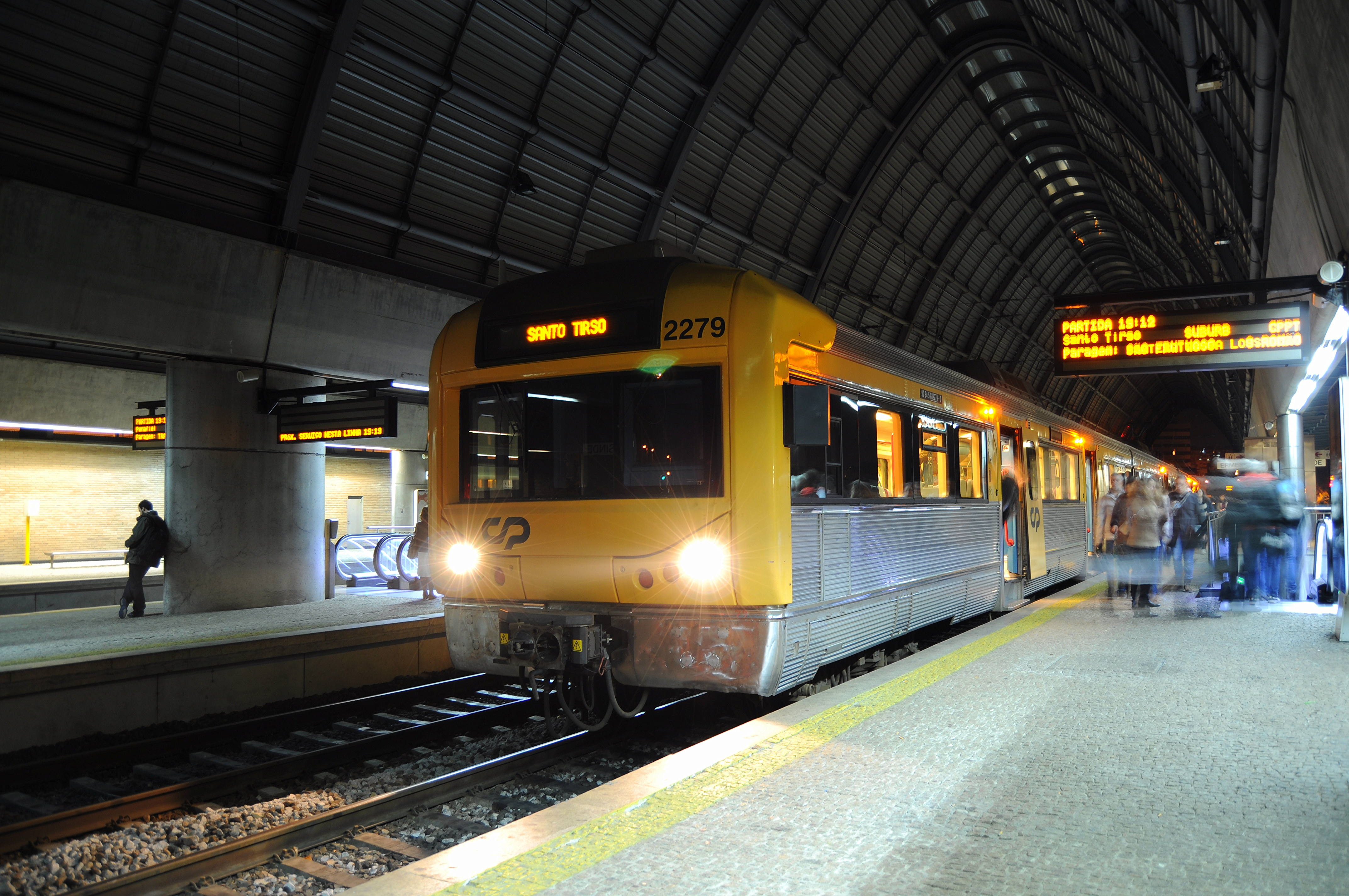
Estação de Ermesinde durante a noite, em 2012.

## Bibliografia

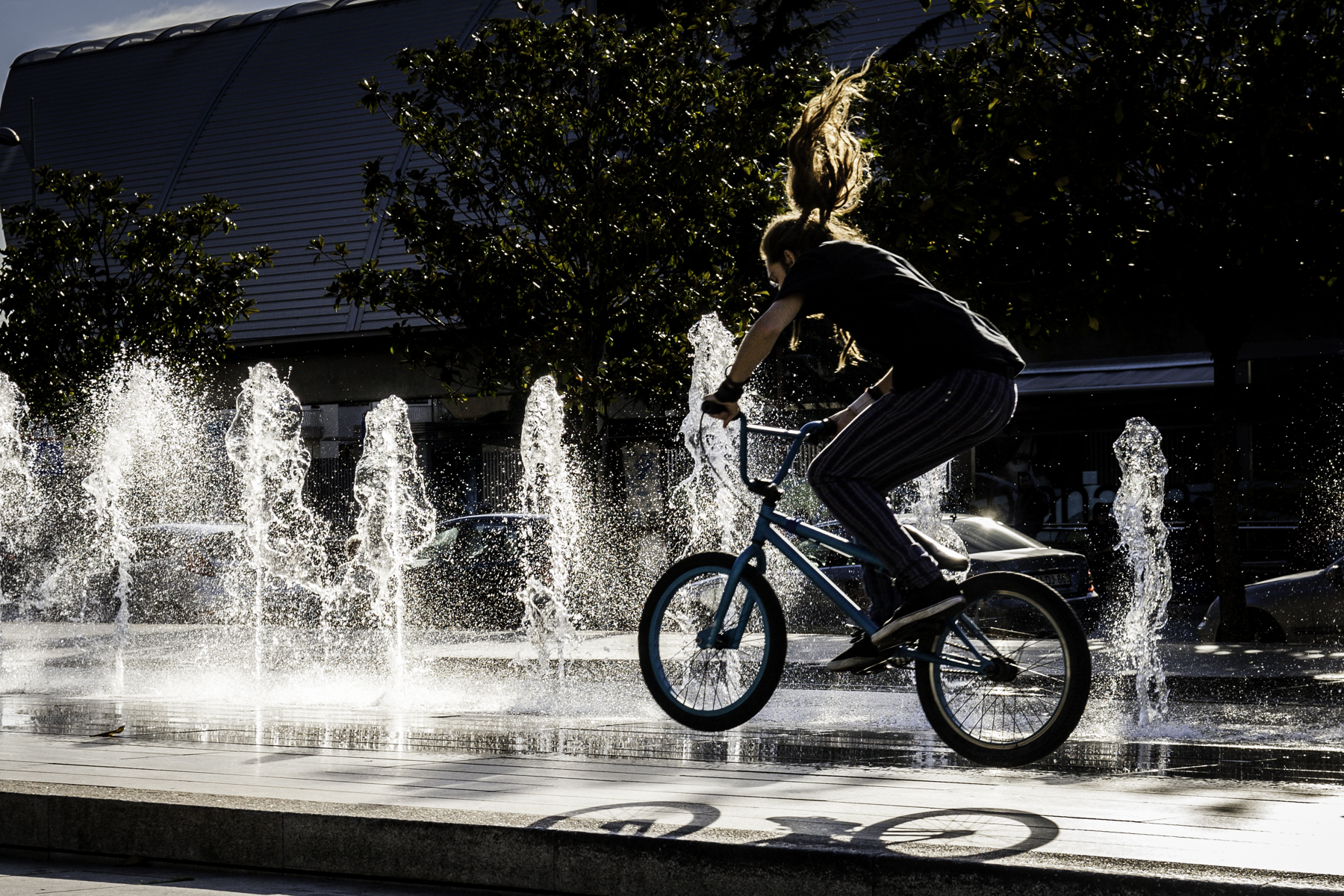
Parque no exterior da estação.

#### Década de 1990
Na década de 1990, o Gabinete do Nó Ferroviário do Porto iniciou um programa de modernização das vias férreas em redor da cidade do Porto, incluindo a instalação de sistemas de sinalização electrónica em todas as estações da Linha do Minho de São Bento a Nine, e no lanço da Linha do Douro de Ermesinde a Caíde. Também deveria ser duplicado o troço de Ermesinde a Caíde, e renovado e electrificado até Marco de Canaveses (obras estas só concluídas em 2019), tendo sido concluída, em Setembro de 1995, a duplicação de Ermesinde a Valongo.
A Linha de Leixões também foi alvo de obras de modernização, tendo sido electrificada e renovada a via férrea, inclusive na variante para Ermesinde. Em 1995, foi concluída a duplicação da via entre Ermesinde e Valongo. Em finais de Abril de 1996, foi terminada a empreitada de electrificação e duplicação do troço entre Ermesinde e São Romão.

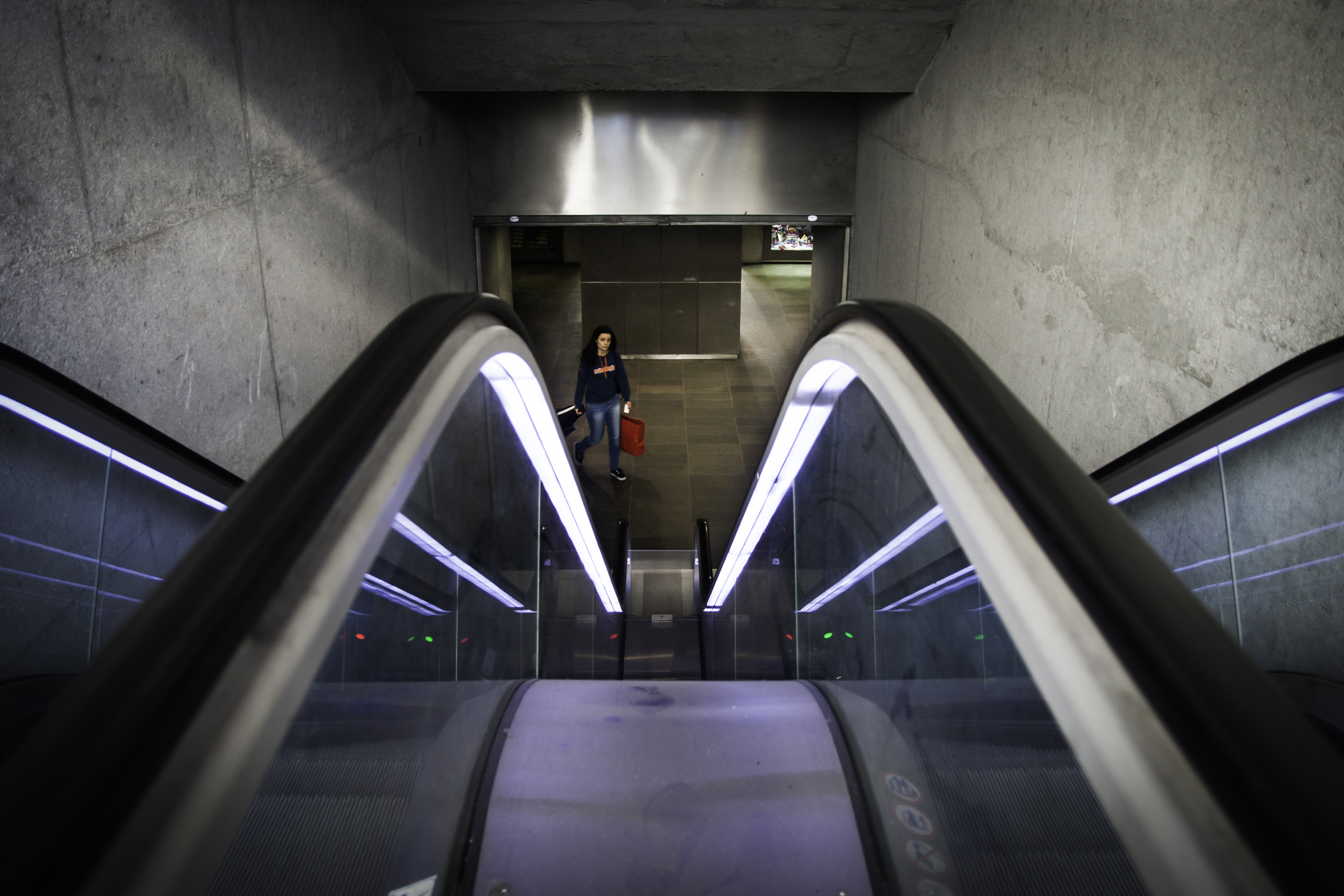
Interior da estação, em 2013.

Um dos objectivos da modernização era melhorar os serviços ferroviários suburbanos no eixo entre o Porto e Braga, através da redução dos tempos de viagem, e do aumento da oferta dos comboios, especialmente do tipo suburbano. Assim, previa-se a criação de serviços urbanos regulares cadenciados entre Porto e São Romão com paragem em todas as estações e apeadeiros, comboios suburbanos semi-rápidos entre Porto e Braga com paragens apenas em algumas estações pelo caminho, como Ermesinde, e expressos em horário adicional, fora dos serviços de ponta, no mesmo percurso, também com paragem em Ermesinde. No percurso entre Porto e Ermesinde, esperava-se um aumento da procura na ordem dos 81% nas horas de ponta, de 122% nos restantes períodos.

### Século XXI
Em meados de 2001, foi concluída uma intervenção na estação de Ermesinde, no âmbito do Projecto Norte da Rede Ferroviária Nacional.

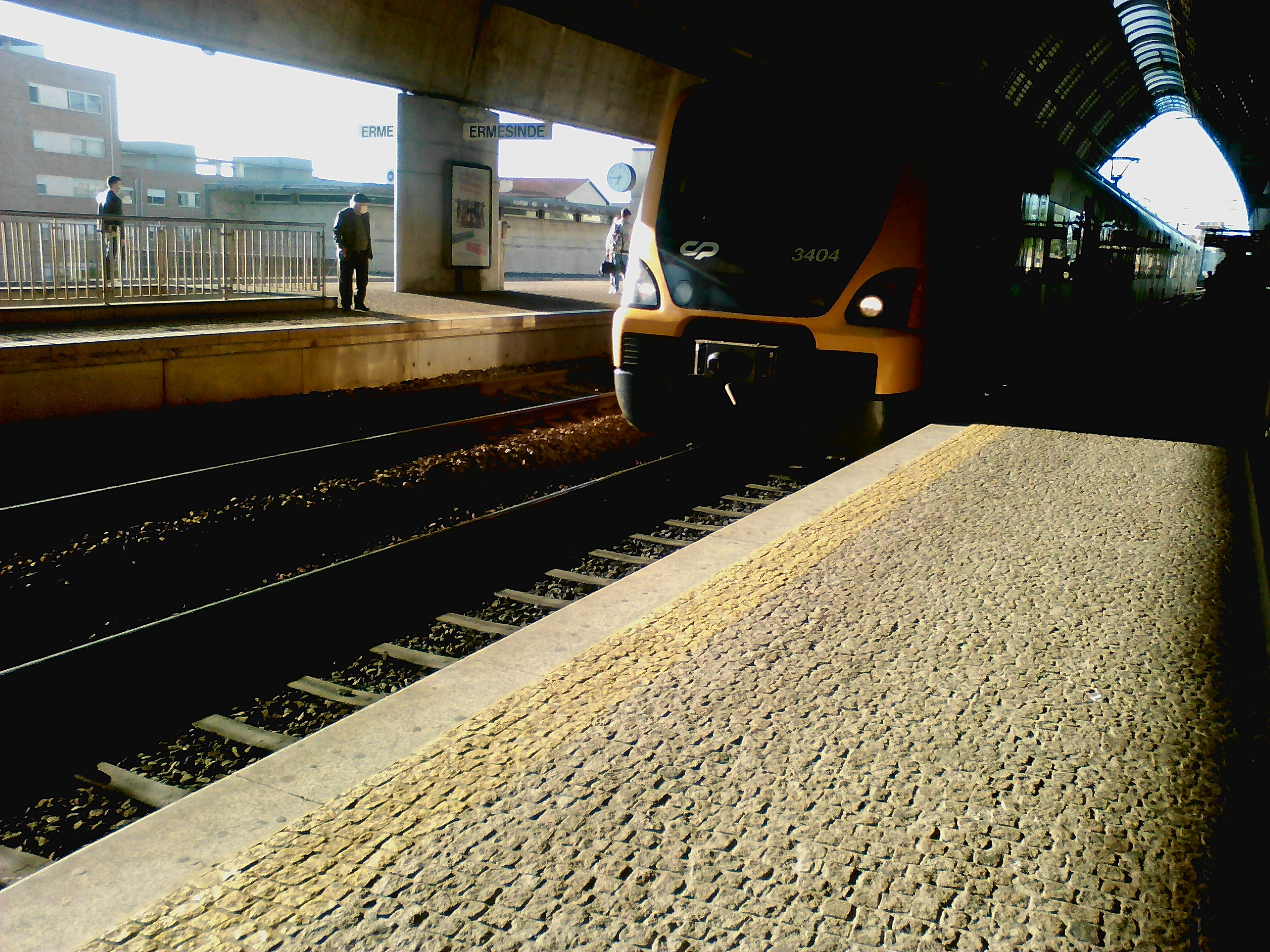
Plataforma e via, vendo-se o exterior e automotora 3404, em 2022.

Em 2007, esta interface comandava os serviços de informação ao público nas estações e apeadeiros de Valongo, Recarei-Sobreira, Cête, Irivo, Oleiros, Paredes, Travagem e São Romão. No ano seguinte, todas estas interfaces, junto com a própria estação de Ermesinde, passaram a ter a informação ao público gerida pelo Centro de Comando Operacional do Porto. Em 9 de Setembro de 2009, foram reiniciados os comboios de passageiros na Linha de Leixões, entre Ermesinde e Leça do Balio, mas esta carreira foi encerrada logo em 1 de Fevereiro de 2011, decisão que foi justificada pela baixa procura. Um serviço muito semelhante foi recriado em 2025, reabrindo mais uma vez a Linha de Leixões a passageiros, mas desta feita infletindo o percurso para sudeste em São Gemil, seguindo a linha na sua totalidade até Contumil (e daí para Campanhã e Ovar), e já não ligando a Ermesinde via concordância.

Em 2010, esta interface possuía onze vias de circulação, com comprimentos variáveis entre os 210 e 598 m; as plataformas tinham todas 220 m de comprimento e 75 cm de altura — valores mais tarde alterados para os atuais.

## Leitura recomendada
- CERVEIRA, Augusto; CASTRO, Francisco Almeida e (2006). Material e tracção: os caminhos de ferro portugueses nos anos 1940-70. Col: Para a História do Caminho de Ferro em Portugal. Volume 5. Lisboa: CP-Comboios de Portugal. 270 páginas. ISBN 989-95182-0-4
- DIAS, Manuel Augusto (2011). Ermesinde e a primeira república: (1910-1926). Ermesinde: Junta de Freguesia de Ermesinde. 160 páginas
- DIAS, Manuel Augusto; PEREIRA, Manuel Conceição (2001). Ermesinde: Registos monográficos. Ermesinde: Câmara Municipal de Ermesinde
- DAHLSTRÖM, Marc (1989). Vapeur Au Portugal (em francês). [S.l.]: Edição do autor. 176 páginas. ISBN 2950249930
- LOPES, Ernâni Rodrigues (2001). De 1974 a 1986: o prelúdio às transformações do final do séc. XX. Col: Para a História do Caminho de Ferro em Portugal. Volume 3. Lisboa: Caminhos de Ferro Portugueses. 269 páginas. ISBN 972-97046-4-3
- MARTINS, João Maria de Oliveira (1996). A Questão Ferroviária. Col: Para a História do Caminho de Ferro em Portugal. Volume 1. Lisboa: Caminhos de Ferro Portugueses. 210 páginas. ISBN 972-97046-1-9
- MÓNICA, Maria Filomena;  et al. (1999). Estudos Históricos. Col: Para a História do Caminho de Ferro em Portugal. Volume 2. Lisboa: Caminhos de Ferro Portugueses. 168 páginas. ISBN 972-97046-3-5
- WALKER, John R. (2005). Broad Gauge Steam Locomotives of Portugal (em inglês). [S.l.]: Hartshead Publishing. 103 páginas. ISBN 0955174805